# Helena Zmatlíková

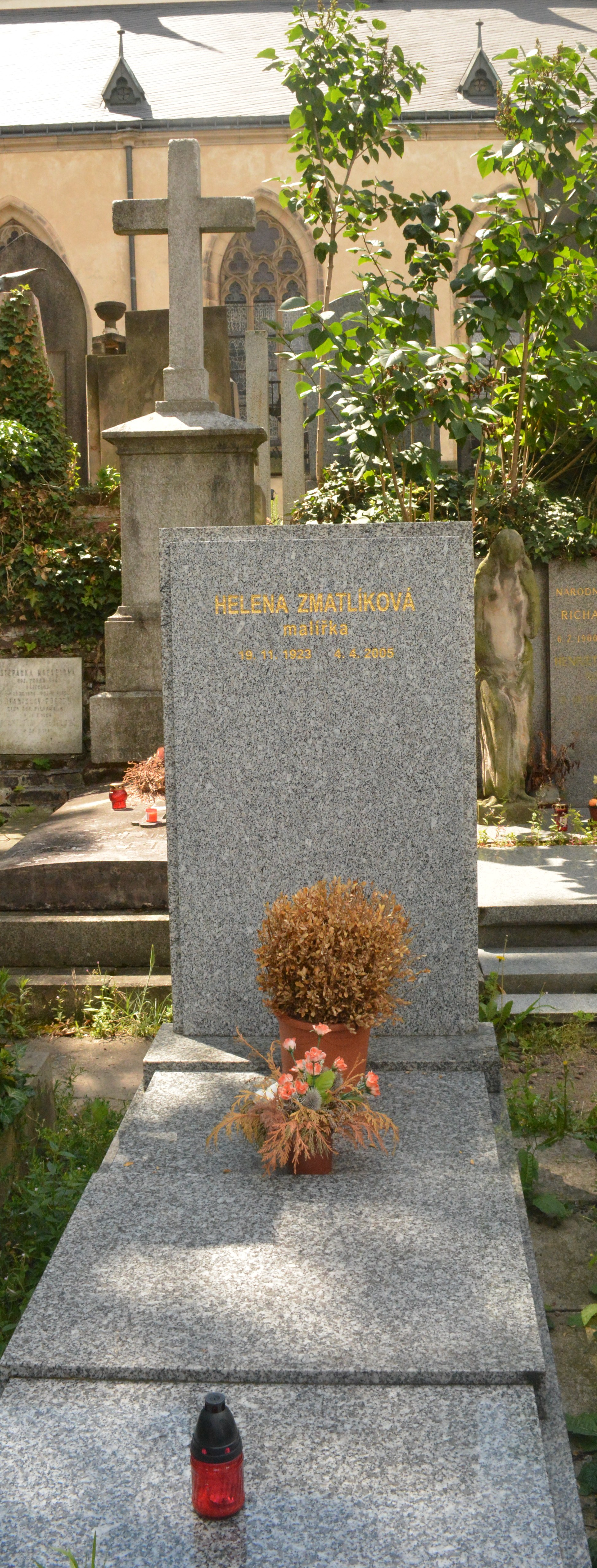
Helena Zmatlíkovás Grab auf dem Vyšehrad Friedhof in Prag

Helena Zmatlíková (* 19. November 1923 in Prag; † 4. April 2005 ebenda) war eine tschechische Malerin und Illustratorin.

## Leben
Sie studierte zunächst an der privaten Ukrainischen Akademie von Grigori Mussatow und wechselte später an die Kunstschule von Leonard Rotter. Sie schloss ihr Studium an der Schule für freie und angewandte Grafik, Buch- und Werbekunst Officina Pragensis ab (1942). Der Verlag Artur veröffentlicht ständig Bücher mit ihren Illustrationen.
Für ihre Arbeit erhielt sie zahlreiche Auszeichnungen für das schönste Buch. Sie nahm 1958 an der Weltausstellung in Brüssel teil.
Bekannt sind ihre Illustrationen zu Honzíks Reise von Bohumil Říha und Kinderbücher von Eduard Petiška. Genannt werden muss auch das Werk Die Kinder von Bullerbü von Astrid Lindgren. Zu ihren beliebtesten Büchern gehörten Pilgerreise von Ludvík Aškenazy, Die Abenteuer des Pinocchio von Carlo Collodi und Der kleine Prinz von Antoine de Saint-Exupéry. Neben Büchern illustrierte sie zahlreiche Leporellos. Sie wirkte zudem in Animationsfilmen mit.
Die von ihr illustrierten Bücher wurden in viele Sprachen übersetzt und im Ausland veröffentlicht, und mit den Originalillustrationen sind sie Kindern fast auf der ganzen Welt bekannt.
Ihr Neffe ist Rechtsanwalt und Politiker Pavel Rychetský. Ihr Sohn Ivan Zmatlík war mit der Schauspielerin Kateřina Macháčková verheiratet, mit der er eine Tochter, Helena, hat.
Ihre letzte Ruhestätte ist der Vyšehrader Friedhof in Prag.

## Wirken
Sie illustrierte rund 250 Titel, davon etwa 200 Kinderbücher in Tschechien, darunter auch den „Kleinen Prinz“ und „Pinocchio“, sowie weitere Werke tschechischer Autoren, so u. a. Ludvík Aškenazy.